# Recording Industry Association of America
Recording Industry Association of America, zkráceně RIAA (česky Asociace amerického nahrávacího průmyslu) je organizace, která je v USA reprezentantem hudebního průmyslu. Organizaci založily a platí velké nahrávací společnosti. Členy RIAA jsou převážně nahrávací společnosti v USA.
RIAA vznikla v roce 1952. Cílem společnosti bylo vytvořit technické standardy pro vinylové desky, aby bylo možné bez problémů přehrávat jakoukoli gramofonovou desku na jakémkoli k tomu určeném zařízení. S vývojem dalších zvukových nosičů a způsobů přehrávání vytvářela a administrovala relevantní technické standardy, např. pro magnetofonové pásky vč. audiokazet, kompaktní disky (CD, DVD…) i softwarové prostředí.
V dnešní době (2020) je cílem RIAA bránit porušování autorského práva. RIAA uvádí, že hudební průmysl kvůli pirátství přichází ročně téměř o 4,2 miliardy amerických dolarů. RIAA se podílí na výběru, správě a distribuci hudebních licencí a licenčních poplatků (tantiém).
Hlavním cílem RIAA je:
1. ochrana celosvětového duševního vlastnictví a práv umělců podle prvního dodatku k ústavě USA o garanci základních svobod;
2. provádění průzkumu hudebního průmyslu;
3. monitorování a hodnocení příslušných práv, předpisů a strategií.

Mezi vrcholné členy asociace RIAA patří: EMI, Sony Music Entertainment, Universal Music Group a Warner Music Group.
Ve Spojených státech převzala RIAA odpovědnost za přidělování certifikátu zlatých, platinových, „multiplatinových“ a diamantových hudebních alb, příp. singlů.

## Certifikáty RIAA
Ve Spojených státech je certifikace alb a singlů závislá na počtu prodaných nosičů v maloobchodě a v dalších podpůrných trzích. Další hudební trhy mají tytéž certifikáty (viz Certifikace prodeje na hudebních trzích). Umělec nezíská certifikát automaticky. O cenu žádá hudební vydavatelství, které zaplatí poplatek za provedení potvrzovacího auditu na ocenění nahrávky. Prověřován je přímý prodej, prodej maloobchodníkům, zásilkové služby, klubové a poštovní objednávky apod.
Zlatým americkým certifikátem RIAA je oceněn takový hudební nosič, jehož se prodalo 500 000 kusů. V roce 1976 bylo k udělení certifikátu „platinové album“ třeba, aby se prodal milion alb nebo dva miliony singlů. V roce 1984 byla zavedena multiplatinová ocenění. V roce 1989 bylo kvůli snižování zájmu trhu redukováno množství singlů požadovaných k udělení zlatého certifikátu na 500 000 a platinového certifikátu na milion. Počínaje rokem 1992 začala RIAA oceňovat jednotlivé disky multidiskových edic alb.

### Současná certifikace
Kritéria RIAA k udělení certifikátu jsou v současnosti tato:
- 500 000 nosičů: zlaté album
- 1 000 000 nosičů: platinové album
- 2 000 000 nebo více nosičů: multiplatinové album
- 10 000 000 nosičů: diamantové album.

Vícedisková alba jsou jednotlivě certifikována, pouze pokud celková délka záznamu dosáhne 100 minut. Takto získala dvojnásobnou certifikaci alba Speakerboxxx / The Love Below od OutKastu (134:56 min) či Up! od Shanie Twain (145:44 min). V době vinylových, kapacitou limitovaných gramodesek tak dvojnásobné ocenění nedostala např. alba The Wall (81 min) skupiny Pink Floyd či White Album (93 min) skupiny The Beatles.

#### Certifikace alb nazpívaných ve španělštině
K udělení certifikátu je třeba, aby alba nazpívaná ve španělském jazyce splnila následující počty:
- 100 000 nosičů: Oro album
- 200 000 nosičů: Platino album
- 400 000 nosičů: Multi-Platino album.[4]

Po prosinci 2013 se počet alb potřebný k udělení certifikátu snížil:
- 30 000 nosičů: Oro album
- 60 000 nosičů: Platino album
- 120 000 nosičů: Multi-Platino album.[5]

### Nová pravidla 2016
Od února 2016 zavedla RIAA nová pravidla udílení certifikátu. Započítává i streamování audioobsahu i videoobsahu singlu či alba. Poměr je následující: 1500 streamů se rovná 10 prodaným singlům a jednomu prodanému albu. Sedmnáct alb díky tomu skokově získalo certifikaci.